# Andrés Pérez-Cardenal

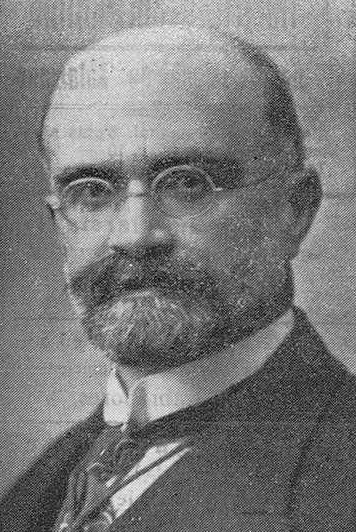
Retrato de Andrés Pérez-Cardenal

Andrés Pérez-Cardenal y Olivera (Zamora, siglo XIX-Salamanca, 1942) fue un escritor, periodista y excursionista español.

## Biografía
Nacido en Zamora, se dedicó a desmitificar Castilla; en este sentido, dijo «apenas se tiene en cuenta que Castilla está llena de sierras bravas y que su espinazo, entre las cuencas del Duero y el Tajo, esa cordillera que ensarta las sierras de Guadarrama, Gredos, Béjar, Francia y Gata es de lo más hermoso que puede verse...». El epílogo de su libro Alpinismo castellano fue redactado por Miguel de Unamuno. Fue presidente de la Cámara de Comercio de Salamanca,delegado de la Comisaría Regia de Turismo y uno de los socios eminentes del Casino de Salamanca.
Falleció el 5 de febrero de 1942 en Salamanca.

## Obras
- Oro y baro: ¿cuentos? (1900)
- Alpinismo castellano: guía y crónicas de excursiones por las sierras de Gredos, Béjar y Francia (1914)
- Sierras y campos salamanquinos: El Rey en las Hurdes (1922)
- Sierra y campos salmantinos (1926)